# أليخاندرو غروسمان
أليخاندرو غروسمان (بالفرنسية: Alex Grossmann)‏ هو فيزيائي فرنسي وكرواتي، ولد في 5 أغسطس 1930 في زغرب في كرواتيا، وتوفي في 12 فبراير 2019.